# Kunbir
Kunbir is een kevergeslacht uit de familie van de boktorren (Cerambycidae). De wetenschappelijke naam van het geslacht werd voor het eerst geldig gepubliceerd in 1890 door Lameere.

## Soorten
Kunbir omvat de volgende soorten:
- Kunbir angustissimus (Pic, 1903)
- Kunbir atriapicalis Gressitt & Rondon, 1970
- Kunbir atricollis Holzschuh, 1992
- Kunbir atripennis (Pic, 1925)
- Kunbir atripes (Pic, 1924)
- Kunbir carinatus (Pic, 1928)
- Kunbir cephalotes (Pic, 1928)
- Kunbir confinis Holzschuh, 2003
- Kunbir consobrina Holzschuh, 1999
- Kunbir crusator Gressitt & Rondon, 1970
- Kunbir forticornis Holzschuh, 1991
- Kunbir ikuoi Yokoi & Niisato, 2008
- Kunbir laboissierei (Pic, 1930)
- Kunbir lombokiana Niisato & Yokoi, 2008
- Kunbir nomurai Hayashi, 1974
- Kunbir pallidipennis Gressitt, 1940
- Kunbir pilosipes Holzschuh, 2003
- Kunbir rufoflavidus (Fairmaire, 1895)
- Kunbir salemensis Gardner, 1939
- Kunbir simplex Gressitt & Rondon, 1970
- Kunbir telephoroides Lameere, 1890
- Kunbir testaceus (Pic, 1924)
- Kunbir vartianorum Holzschuh, 1974